# Queijo Serra da Estrela
El Queso Sierra de la Estrella ((en portugués) Queijo Serra da Estrela), más conocido como Queso de la Sierra ((en portugués) Queijo da Serra) es un queso procedente de la región de Sierra de la Estrella, en Portugal. 
Este queso es uno de los más famosos de la cocina lusa. Su producción conlleva reglas muy rigurosas de composición, de esta forma se delimita a ciertas zonas, tales como los municipios de: Nelas, Mangualde, Celorico da Beira, Tondela, Gouveia, Penalva do Castelo, Fornos de Algodres, Carregal do Sal, etc. Este queso es de aspecto muy mantecoso (aunque hay variantes más secas) y de textura untosa, el aroma y sabor que despide es suave y ligeramente acídulado. 
El Queijo Serra da Estrela tiene denominación de origen protegida a nivel europeo.

## Elaboración
Este queso se elabora con leche de oveja y se llega a curar 60 días.

## Presentación
Suele presentarse en porciones entre 1 kg y los 3 kg, envuelto en un paño mientras está mantecoso.